# Ninja (streamer)
Ninja, właśc. Richard Tyler Blevins (ur. 5 czerwca 1991 w Detroit) – amerykański streamer, osobowość internetowa oraz zawodowy gracz e-sportowy. W sieci używa pseudonimu Ninja, NinjaHyper lub NinjaMIXER. Według danych z 27 października 2018 roku był najczęściej śledzonym streamerem na Twitchu, gromadząc ponad 11 milionów obserwatorów i średnio ponad 59 tysięcy widzów na jedną transmisję. Prowadzi także kanał na YouTubie, na którym według danych z 2020 roku subskrybowało go ponad 24 mln osób. Streamer ma ponad 16 mln obserwujących na Twitchu, co czyni go najczęściej obserwowanym kanałem na tej platformie (stan na październik 2020).
Największy rozgłos zdobył dzięki streamowaniu rozgrywek w Fortnite Battle Royale. Od czerwca 2018 jego sponsorem jest Red Bull.
W sierpniu 2019 Ninja przeniósł się z Twitcha na konkurencyjną platformę Mixer, która zaoferowała mu umowę na wyłączność. Z powodu zamknięcia Mixera w lipcu 2020, umowa została rozwiązana, dzięki czemu Blevins mógł z powrotem streamować na innych platformach. 10 września 2020 Blevins powrócił do działania na Twitchu, po podpisaniu wieloletniej umowy na wyłączność.